# Луцерка
Луцерка (лат. Medicago sativa) се сматра водећом и најважнијом крмном културом. Од луцерке се добија веома квалитетна сточна храна, значајна за исхрану свих врста домаћих животиња. Одликује се високим садржајем сирових протеина који се креће од 18-22% у зависности од фазе старости вегетативних органа. Протеини луцерке су веома доброг амино киселинског састава. Протеини луцерке су високе биолошке вредности. По свом аминокиселинском саставу слични су протеинима животињског порекла. У луцерки се налазе витамини: A, B1, B2, B3, C, D, E. Луцерка је богата неким органским киселинама (лимунском, јабучном и др.). Луцерка се одликује богатством минералних материја, а посебно калцијумом који је значајан у исхрани стоке, за производњу млека и као саставни део кости за сточни подмладак. Садржи и важне хемијске елементе: калијум, фосфор, магнезијум и др. Луцерка се користи за исхрану стоке у разним облицима: као сено, силажа, дехидриране биљке, ређе као зелена храна и за напасање стоке. Користи се континуирано 4-5 година, дајући годишње 4-5 откоса. Њена улога није само за исхрану стоке, већ има посебно важно место у плодореду. Разоравањем луцеришта у земљишту остају велике количине органске масе, чијим разлагањем и минерализацијом се поправљају физичке, хемијске и микробиолошке особине земљишта.

## Историја
Луцерка је једна од најстаријих крмних биљака. То је позната детелина, а почела се гајити још у VII веку пре нове ере, најпре у Месопотамији и Арабији, најстаријим огњиштима земљорадње и наводњавања. Неки научници тврде да је луцерка у V веку пре нове ере пренета у Грчку у време Персијско-грчких ратова. Римљани и Арапи су је касније проширили по земљама око Средоземног мора. По Ф. Шиману, луцерка је у I веку била позната у Шпанији. У Француску је донесена из Италије у XVI веку, у Мађарску и остале земље западне Европе у XVII веку, а у Немачку XVI века. У Кину је луцерка донесена у II веку пре нове ере из средње Азије, у Русију крајем XVIII века из Кине и Француске, а у јужну Африку и Аустралију средином XIX века из Француске. Од обичне луцерке данас је распрострањенија хибридна луцерка. Она је заступљена на свим континентима. Површине под овом културом се из године у годину повећавају. Укупна површина под луцерком 2009. године износила је 30 милиона хектара, од чега у Северној Америци 41% (11,9 милиона хектара), Европи 25% (7,12 милиона хектара), Јужној Америци 23% (7 милиона хектара), Азији 8% (2,23 милиона хектара) и преосталих 3% у Африци и Океанији. САД су највећи произвођач луцерке по засађеној површини са 9 милиона хектара, са значајном површином под луцерком у Аргентини (6,9 милиона хектара), Канади (2 милиона хектара), Русији (1,8 милиона хектара), Италији (1,3 милиона хектара) и Кини (1,3 милиона хектара).

## Хемијски састав семена луцерке
Виталност семена је одређена специфичним хемијским саставом. Хемијски садржај семена многих биљних врста је детаљно изучен, али семена луцерке није. Семе се карактерише у зависности од главне резервне компоненте која је уљана или угљенохидратна. Семе луцерке према Bass i sar.(1988) се класификује као угљенохидратно, јер су угљени хидрати главне резервне материје. Семе луцерке садржи 93,8% суве материје и 6,2% воде. У сувој материји највише има сирових протеина 37,8%, затим безазотних екстрактивних материја 34,8%. Сирових масних материја има 9,1%, а сирове целулозе 8,1%. Најмање је минералних материја 3,8%. Разлике у хемијском саставу семена луцерке између година производње и сорти нису значајне. Такође, разлике у хемијском саставу семена луцерке произведеном у Србији и Ирану нису значајне. 
По хемијском саставу семе луцерке је најближе семену соје, које има у сувој материји 40% протеина, 20% уља, 17% целулозе и хемицелулозе, 7% шећера, 5% чврстих влакана и око 6% минералних материја.
Садржај хранљивих материја код луцерке у почетку цветања (у % суве материје)
| Врста и сорта, | Органске материје | Минералне материје | Сирови протеин | Сирова целулоза | БЕМ   |
| Луцерка        | 87,9%             | 12%                | 20,5%          | 31,2%           | 32,6% |
| Луцерка ТИСА   | 89,4%             | 9,5%               | 18,8%          | 28,2%           | 38,9% |

## Лековита својства луцерке
Осим тога што се масовно употребљава као сточна храна, луцерка има и своја лековита својства. Чај од луцерке помаже у лечењу кожних болести, артритиса, дијабетеса. Повећава физичку издржљивост организма, виталност, подстиче апетит. Уопштено ова биљка повољно утиче на органе за варење, а спречава и надутост стомака. Неутралише желудачну киселину, а има и диуретичко дејство (подстиче излучивање течности из организма). Помаже коагулацију крви, а може смањити губитак крви у случају прекомерног менструалног крварења. Препоручује се у случају честих крварења из носа, јер подстиче коагулацију крви. Затим, подстиче имунитет и успорава процес старења, јер успорава дегенеративне процесе. Листови луцерке су веома богати протеинима, па је корисна у исхрани вегетаријанаца.

## Производња семенске луцерке
За семенску производњу су погоднија земљишта нешто мање плоднија, као и осунчане јужне експозиције на којима се формирају нешто ниже биљке које равномерно сазревају. За отварање и оплођење цветова луцерке неопходно је присуство довољног броја опрашивача. Семенску производњу луцерке је најбоље организовати на парцелама мањим од 30 хектара које се налазе близу уз шумарке и травњаке који су погодни за развој инсеката који су неопходни за опрашивање луцерке. У нашим условима луцерка није атрактивна за опрашиваче, па се као специфична мера неге семенског усева може користити шећерни сируп, како би се стимулисало опрашивање. У производњи семена луцерке, обично се не примењује правовремена технологија заштита усева од корова. Неопходна је мера заштита од инсеката који нападају цвет, махуну и плод луцерке.

### Утицај спољних чиниоца на оплодњу
Продуктивне могућности за производњу семена луцерке су високе. Повољни временски услови у току цветања луцерке уз присуство опрашивача, добар су предуслов за формирање махуна и семена. Важну улогу за продуктивност луцерке имају чиниоци спољне средине у време њеног цветања, опрашивања и оплодње. Нарочито у сушним регионима где је присутна земљишна и ваздушна суша, генеративни органи-цветови дехидрирају и не долази до оплодње, често и отпадну. Кишовито време у фази цветања негативно утиче на опрашивање и оплодњу луцерке. При кишовитом времену у току цветања смањује се активност инсеката опрашивача луцерке.